# My Kind of Blues
My Kind of Blues — студійний альбом американського блюзового співака і гітариста Б. Б. Кінга, випущений у 1961 році лейблом Crown.

## Опис
На відміну від більшості своїх альбомів того періоду (які здебільшого були збірками синглів), цей був записаний на одній сесії і без звичного використання великого бенду Кінга, а лише контрабас, ударні, фортепіано як акомпанемент. Сесія звукозапису відбулась 16 березня 1960 року на студії Radio Recorders studios в Лос-Анджелесі для бюджетного лейблу Crown (дочірнього Modern Records).
Серед пісень «You Done Lost Your Good Thing Now» (відсутність акомпанементу гітари на початку є відображенням його стилю), «Mr. Pawn Broker», «Someday Baby» (яка посіла 16-е в R&B Singles у 1961 році), «Walkin' Dr. Bill», і чудова версія «Drivin' Wheel».

## Список композицій
1. «You Done Lost Your Good Thing Now» (Б. Б. Кінг, Джо Джосі) — 5:15
2. «Mr. Pawnbroker» (Б. Б. Кінг, Жуль Тоб) — 3:16
3. «Understand» (Сесіл Гант) — 2:39
4. «Someday Baby» (Лайтнін Гопкінс) — 2:54
5. «Driving Wheel» (Рузвельт Сайкс) — 2:52
6. «Walking Dr. Bill» (Пітер Джо Клейтон) — 3:41
7. «My Own Fault, Baby» (Б. Б. Кінг) — 3:34
8. «Cat Fish Blues» (Роберт Петвей) — 2:29
9. «Hold That Train» (Пітер Джо Клейтон) — 3:58
10. «Please Set the Date» (Мінні Маккой) — 2:07

## Учасники запису
- Б. Б. Кінг — вокал, гітара
- Ллойд Гленн — фортепіано
- Ральф Гемільтон — контрабас
- Джессі Сейлс — ударні

Технічний персонал
- Hobco Arts — дизайн
- Джон Марло — текст
- Джозеф Тобер — фотографія

## Хіт-паради
Сингли
| Рік  | Сингл              | Чарт        | Позиція |
| ---- | ------------------ | ----------- | ------- |
| 1960 | «Walking Dr. Bill» | R&B Singles | 23      |
| 1961 | «Someday»          | R&B Singles | 16      |